# Arenoso (Salvador)
Arenoso é um bairro brasileiro localizado na cidade de Salvador, na Bahia. Fica localizado no "miolo" central da cidade. Na ultima regionalização municipal vigente da Cidade de Salvador, fica situado na Prefeitura Bairro (PB) VII Cabula/Tancredo Neves  É vizinho dos bairros Cabula, Cabula VI, Doron, Tancredo Neves e Novo Horizonte.

## Demografia
Segundo os dados do último censo, o Bairro do Arenoso possui um total de 16.604 habitantes, sendo 48,32% homens e 51,68 mulheres. Em relação a porcentagem da população segundo raça/cor. 10,64% se autodenominam Brancos, 36,78% preta, 1,59% amarela, 50,71% parda e 0,28% indígenas.. Em relação a faixa de renda mensal, constata-se que 30,74% dos chefes(a) de família ganham de meio a 1 salário mínimo. No que tange a escolaridade, constata-se que 38,23% dos chefes(a) da família, têm de 4 á 7 anos de estudo.

## Infraestrutura

### Educação
O bairro do Arenoso consta com 4 equipamentos públicos de educação, além disso, a comunidade também utiliza dos serviços de escolas e creches particulares. Entre as escolas públicas pode-se citar a Escola Estadual Deputado Luiz Eduardo Magalhães, que oferta para seus alunos a possibilidade de cursarem os ensinos médio e fundamental. No arenoso, também se encontram as Escolas Municipais Luz e Vida e a Escola Estadual Norma Ribeiro, que no ano de 2018, se tornou a primeira escola de ensino médio na Bahia a receber o titulo de Escola do século XXI. No Bairro também se encontra a recém reinaugurada Escola Municipal do Beiru que passou a ofertar aos seus alunos o número total de 678 vagas distribuídas para a Pré-escola e Ensino Fundamental 1. Além disso, a escola passou a ser sede de projetos culturais como o Se liga e Acelera. A escola também oferta a possibilidade do ensino de Jovens e Adultos (EJA).

### Saúde
Há duas unidades de saúde na localidade do Arenoso, a Unidade de Saúde Básica Rodrigo Argolo, localizada na Rua do Comércio, e a Unidade de Saúde da Família Professor Guilherme Rodrigues da Silva na rua Barão de Mauá. Ambas Disponibilizam para seus pacientes a possibilidade de atendimento em diversas especialidades como clinico geral, ginecologista e procedimentos odontológicos. As unidades contam, também, com os serviços de agentes comunitários que realizam visitas domiciliares as famílias da comunidade. Para procedimentos de maiores complexidade e urgências e emergência a população local podem se dirigir a hospitais de maior porte em outros bairros da capital baiana.

### Transporte
Atualmente, o bairro do Arenoso é atendido por duas linhas de ônibus, que são: linha 1146-00 Terminal Acesso Norte-Arenoso e a linha 1224-00 Arenoso-Pituba. Nos últimos anos, a população local vem promovendo diversos protestos por conta do número reduzido das linhas dos coletivos na região, o que dificulta bastante a locomoção daqueles que necessitam do transporte público

## Segurança
Foi listado como um dos bairros mais perigosos de Salvador, segundo dados do Instituto Brasileiro de Geografia e Estatística (IBGE) e da Secretaria de Segurança Pública (SSP) divulgados no mapa da violência de bairro em bairro pelo jornal Correio em 2012. Ficou entre os mais violentos em consequência da taxa de homicídios para cada cem mil habitantes por ano (com referência da ONU) ter alcançado o nível mais negativo, com o indicativo "mais que 90", sendo um dos piores bairros na lista.